# Zach LaVine
Zachary LaVine (* 10. März 1995 in Renton, Washington) ist ein US-amerikanischer Basketballspieler, der für die Sacramento Kings in der NBA spielt. 2014 wurde er beim NBA-Draftverfahren an 13. Stelle ausgewählt.

## Karriere
LaVine spielte ein Jahr für die UCLA Bruins der University of California, Los Angeles. Anschließend entschied er sich zum Wechsel in den Berufsbasketball, wurde im NBA-Draftverfahren 2014 von den Minnesota Timberwolves an 13. Stelle ausgewählt und kurz darauf verpflichtet. Nach der Verletzung des Stamm-Spielmachers Ricky Rubio rückte LaVine vor dem erfahrenen Mo Williams in die Startaufstellung. Am 28. November 2014 erzielte er beim 120:119-Sieg über die Los Angeles Lakers 28 Punkte und verteilte 5 Assists und war damit erst der zweite Spieler unter 20 Jahren nach Kobe Bryant im Jahre 1997, dem mehr als 25 Punkte und 5 Assists gelangen. Weiterhin gelang ihm am 6. Dezember 2014 ein Double-double mit 22 Punkten und 10 Assists, was vor ihm erst drei Spielern unter 20 Jahren gelungen war.
Beim NBA All-Star Weekend 2015 gewann der 19-jährige LaVine den Slam Dunk Contest und war damit der jüngste Gewinner seit Kobe Bryant. Er schloss sein erstes NBA-Jahr mit 10,1 Punkten und 3,8 Assists pro Spiel ab und wurde in das NBA All-Rookie Second Team berufen. Beim All-Star Weekend 2016 führte LaVine in der NBA Rising Stars Challenge die US-Auswahl zum Sieg über die Weltauswahl und wurde mit 30 Punkten zum MVP gekürt. Einen Tag später verteidigte er seinen Titel im Dunking-Wettbewerb, im Finale setzte er sich gegen Aaron Gordon durch.
Sein Sophomorejahr schloss LaVine leicht verbessert mit 14,0 Punkten pro Spiel ab. In seinem dritten Profijahr zeigte LaVine anfangs sehr stark Leistungen und erzielte in 47 Spielen im Durchschnitt 18,9 Punkte. Im Februar 2017 erlitt er einen Kreuzbandriss und fiel den Rest der Saison aus.
Im Rahmen des NBA-Drafts 2017 wurde LaVine zusammen mit Kris Dunn und den Draftrechten an Lauri Markkanen zu den Chicago Bulls transferiert, im Gegenzug erhielte Minnesota Jimmy Butler und die Draftrechte an Justin Patton. Am 1. März 2019 erzielte LaVine beim 168:161-Sieg der Bulls in einem Spiel, das über vier Verlängerungen ging, eine neue persönliche NBA-Bestmarke von 47 Punkten. Am 23. November 2019 verwandelte LaVine 13 Dreipunktwürfe in einem Spiel. Das war der bis dahin zweithöchste Wert in der NBA-Geschichte (nach Klay Thompson mit 14 verwandelten Dreiern am 29. Oktober 2018), der zuvor jedoch bereits am 7. November 2016 von Stephen Curry erreicht worden war.
Im Februar 2025 kam LaVine im Zuge eines umfangreichen Spielertauschs zu den Sacramento Kings.

## Auszeichnungen
- 2× NBA All-Star: 2021, 2022
- NBA All-Rookie Second Team: 2015
- NBA Rising Stars Challenge MVP: 2016
- Sieger des Slam-Dunk-Wettbewerbs: 2015, 2016

## Karriere-Statistiken

### NBA

#### Hauptrunde
| Saison   | Team      | GP  | GS  | MPG  | FG % | 3P % | FT % | RPG | APG | SPG | BPG | PPG  |
| -------- | --------- | --- | --- | ---- | ---- | ---- | ---- | --- | --- | --- | --- | ---- |
| 2014–15  | Minnesota | 77  | 40  | 24.7 | .422 | .341 | .842 | 2.8 | 3.6 | 0.7 | 0.1 | 10.1 |
| 2015–16  | Minnesota | 82  | 33  | 28.0 | .452 | .389 | .793 | 2.8 | 3.1 | 0.8 | 0.2 | 14.0 |
| 2016–17  | Minnesota | 47  | 47  | 37.2 | .459 | .387 | .836 | 3.4 | 3.0 | 0.9 | 0.2 | 18.9 |
| 2017–18  | Chicago   | 24  | 24  | 27.3 | .383 | .341 | .813 | 3.9 | 3.0 | 1.0 | 0.2 | 16.7 |
| 2018–19  | Chicago   | 63  | 62  | 34.5 | .467 | .374 | .832 | 4.7 | 4.5 | 1.0 | 0.4 | 23.7 |
| 2019–20  | Chicago   | 60  | 60  | 34.8 | .450 | .380 | .802 | 4.8 | 4.2 | 1.5 | 0.5 | 25.5 |
| 2020–21  | Chicago   | 58  | 58  | 35.1 | .507 | .419 | .849 | 5.0 | 4.9 | 0.8 | 0.5 | 27.4 |
| 2021–22  | Chicago   | 67  | 67  | 34.7 | .476 | .389 | .853 | 4.6 | 4.5 | 0.6 | 0.3 | 24.4 |
| 2022–23  | Chicago   | 77  | 77  | 35.9 | .485 | .375 | .848 | 4.5 | 4.2 | 0.9 | 0.2 | 24.8 |
| 2023–24  | Chicago   | 23  | 23  | 34.9 | .452 | .349 | .854 | 5.2 | 3.9 | 0.8 | 0.3 | 19.5 |
| Gesamt   | Gesamt    | 580 | 491 | 32.5 | .464 | .382 | .834 | 4.0 | 3.9 | 0.9 | 0.3 | 20.5 |
| All-Star | All-Star  | 2   | 0   | 19.5 | .588 | .400 | .500 | 3.5 | 3.0 | 1.5 | 0.0 | 12.5 |

#### Playoffs
| Saison  | Team    | GP | GS | MPG  | FG % | 3P % | FT % | RPG | APG | SPG | BPG | PPG  |
| ------- | ------- | -- | -- | ---- | ---- | ---- | ---- | --- | --- | --- | --- | ---- |
| 2021–22 | Chicago | 4  | 4  | 38.3 | .429 | .375 | .933 | 5.3 | 6.0 | 0.8 | 0.3 | 19.3 |
| Gesamt  | Gesamt  | 4  | 4  | 38.3 | .429 | .375 | .933 | 5.3 | 6.0 | 0.8 | 0.3 | 19.3 |